# 景楽寺
景楽寺（けいらくじ）は、中国の洛陽城内にかつてあった仏教寺院。
北魏の清河王元懌の命により建立された。寺の西には司徒府があり、東には大将軍高肇の邸宅があり、北には義井里が連なっていた。
仏殿が1カ所あり、仏像が安置された。堂の周囲に廊下がめぐらされ、曲房が連なり、庭園には花が植えられていた。六斎において常に女楽が設けられ、歌声が響き、舞いと管弦の姿が見られた。尼寺であったため、男子禁制であった。元懌が死去すると、寺の禁はゆるめられ、民衆が出入りするようになった。
後に元懌の弟の汝南王元悦によって修復された。
寺の境内には楽士と芸伎が集まり、珍しい動物や奇術が披露された。建義年間以後、洛陽で兵乱が頻発するようになると、この種の興行はおこなわれなくなった。